# Istočni Stari Grad
Istočni Stari Grad är en kommun i Bosnien och Hercegovina.   Den ligger i entiteten Republika Srpska, i den centrala delen av landet, 11 km öster om huvudstaden Sarajevo.